# Tymnikowo
Tymnikowo [tɨmniˈkɔvɔ] (deutsch Timnikswalde, 1938 bis 1945 Ratswalde) ist ein kleiner Ort in der polnischen Woiwodschaft Ermland-Masuren. Er gehört zur Gmina Mrągowo (Landgemeinde Sensburg) im Powiat Mrągowski (Kreis Sensburg).

## Geographische Lage
Tymnikowo liegt in der südlichen Mitte der Woiwodschaft Ermland-Masuren, drei Kilometer östlich der Kreisstadt Mrągowo (deutsch Sensburg). Tymnikowo ist lediglich über Landwege erreichbar: auf direktem Wege von der Stadt Mrągowo und vom Nachbarort Czerwonki (Czerwanken, 1930 bis 1945 Rotenfelde).

## Geschichte
Der heutige Weiler (polnisch Osada) war bis 1945 ein kleiner Gutsort im Stadtbezirk von Sensburg im Kreis Sensburg innerhalb des Regierungsbezirks Gumbinnen (1905 bis 1945: Regierungsbezirk Allenstein) der preußischen Provinz Ostpreußen. Im Jahre 1867 waren in Timnikswalde 31, 1885 bereits 35 und 1905 sogar 50 Einwohner registriert. Am 3. Juni (amtlich bestätigt am 16. Juli) 1938 wurde der Ort in „Ratswalde“ umbenannt.
In Kriegsfolge kam der Gutsort 1945 zusammen mit der Stadt Sensburg und dem gesamten südlichen Ostpreußen zu Polen und erhielt die polnische Namensform „Tymnikowo“. Heute ist er eine Ortschaft innerhalb der Gmina Mrągowo im Powiat Mrągowski, bis 1998 der Woiwodschaft Olsztyn (Allenstein), seither der Woiwodschaft Ermland-Masuren zugehörig.

## Religion
Timnikswalde war bis 1945 in das Kirchspiel Stadt der evangelischen Pfarrkirche Sensburg in der Kirchenprovinz Ostpreußen der Kirche der Altpreußischen Union bzw. in die katholische Pfarrkirche St. Adalbert Sensburg im damaligen Bistum Ermland eingepfarrt. Der Bezug zu den beiden Stadtkirchen besteht bis heute.